# IC 5113
IC 5113 — галактика типу * (зірка) у сузір'ї Пегас.
Цей об'єкт міститься в оригінальній редакції індексного каталогу.